# Grupo Bambuí
O Grupo Bambuí é uma unidade litoestratigráfica pertencente ao Supergrupo São Francisco e constitui uma cobertura sedimentar neoproterozóica situada sobre o Cráton São Francisco, no Brasil. Tal unidade abrange uma área de 300 mil km², se distribui pelos estados de Minas Gerais, Goiás, Tocantins e Bahia. Esta cobertura foi depositada em uma bacia sedimentar do tipo foreland, ou seja, em uma bacia formada atrás de um cinturão orogênico, tendo como mecanismo de controle a subsidência para compensar isostaticamente o cinturão orogênico e o regime de marés. O grupo representa uma sucessão de transgressões e regressões, com depósitos intercalados de tálus (diamictitos), marinhos profundo e raso.

## Introdução

### Localização
O Grupo Bambuí se assenta sobre o cráton do São Francisco (Brasil) e constitui um conjunto de coberturas neoproterozóicas que teve suas bordas deformadas por eventos no Brasiliano.

### Breve Histórico
O primeiro a descrever as sequências argilosas e carbonáticas foi geólogo americano naturalizado brasileiro Orville Adelbert Derby (1880) e a denominação usada foi Sequência São Francisco, que posteriormente, em 1917, foi alterada por E. T. Rimann para Série Bambuí. Em 1961, M. T. Costa e J. J. T. Branco propuseram a primeira sequência estratigráfica com três grandes formações (Fm. Carrancas, Fm. Sete Lagoas e Fm. Rio Paraopeba), cuja “seção tipo” foi definida ao longo da BR-040, onde a partir de Belo Horizonte foi elaborado um perfil geológico até as cercanias de Brasília. Em 1965, O. Barbosa publicou uma nova divisão litoestratigráfica com quatro formações (Fm. Sete Lagoas, Fm. Serra da Gineta, Fm. Lagoa do Jacaré e Fm. Três Marias); em 1967, Oliveira sugeriu outra divisão com cinco formações (Fm. Jequitaí, Fm. Sete Lagoas, Fm. Serra de Santa Helena, Fm. Lagoa do Jacaré e Fm. Três Marias).

Em 1968, Braun elevou a “Série Bambuí” à condição de “Grupo Bambuí”, nomenclatura usada atualmente. No início da década de 1970, o geólogo Walter Uwe Schöll sugeriu uma divisão para Grupo Bambuí em cinco formações, da base ao topo: Fm. Macaúbas, Fm. Sete Lagoas, Fm. Serra de Santa Helena, Fm. Lagoa do Jacaré e Fm. Três Marias.

Em 1978, o geólogo Marcel Auguste Dardenne propôs a coluna litoestratigráfica mais difundida do Grupo Bambuí, subdividindo o grupo em seis formações, da base ao topo: Fm. Formação Jequitaí, Fm. Sete Lagoas, Fm. Serra de Santa Helena, Fm. Lagoa do Jacaré, Fm. Serra da Saudade e Fm. Três Marias. Comparativamente com a proposta de Scholl, Dardenne agrupa e denomina os conglomerados, arcóseos e filitos como Formação Jequitaí, ao invés de Formação Macaúbas; além de rearranjar a Formação Três Marias em duas formações. Posteriormente ao último modelo descrito, surgiram e surgem inúmeras propostas para o arranjo litoestratigráfico para o Grupo Bambuí, que foram ou são concebidas de diversas formas (e.g. trabalhos de Grossi Sad & Quade, em 1985). Atualmente são propostas duas colunas litoestratigráficas para cada setor da Bacia do São Francisco (Setor Oriental e Ocidental) de acordo com critérios sedimentológicos e estruturais (como o tipo de sedimentação e a profundidade regional da bacia).

## Estratigrafia
A coluna litoestratigráfica clássica e mais conhecida do Grupo Bambuí foi elaborada e proposta pelo geólogo Marcel Auguste Dardenne no XXX Congresso da Sociedade Brasileira de Geologia, em 1978. Esta proposta divide o Grupo Bambuí em seis formações, as quais da base ao topo, são: Formação Jequitaí, Formação Sete Lagoas, Formação Serra de Santa Helena, Formação Lagoa do Jacaré, Formação Serra da Saudade e Formação Três Marias.

Com a evolução dos conhecimentos da sedimentação do Grupo Bambuí na Bacia do São Francisco, a proposta de uma única coluna litoestratigráfica para tal unidade está sendo abandonada, sendo substituída por um modelo que propõem uma divisão do Grupo Bambuí sob critério de setorização da sedimentação na Bacia do São Francisco. Essa divisão sugere dois setores ou margens: Setor ou Margem Ocidental (deposição de sedimentos mais grossos em bacia mais profunda, preenchimento  sedimentar  em  uma margem tectonicamente influenciada) e Setor ou Margem Oriental (deposição de sedimentos químicos em bacia mais rasa, preenchimento sedimentar em uma margem tectonicamente estável).

### Formação Jequitaí
A Formação Jequitaí fica restrita ao que marca a base do Grupo Bambuí, constituindo a expressão de uma glaciação em escala continental no Proterozóico Superior. Trata-se de paraconglomerados com matriz esverdeada ou marrons onde flutuam seixos de quartzitos, calcários, dolomitos, chert, gnaisses, micaxistos, granitos e rochas vulcânicas. Além deles, ocorrem alguns varvitos rosados contendo em alguns afloramentos possíveis icnofósseis de vermes tubulares. Em alguns locais específicos, como por exemplo na Serra da Água Fria (próximo à Jequitaí-MG), os diamictitos dessa formação assentam-se sobre pavimentos estriados típicos de ação glacial.

### Formação Sete Lagoas
A Formação Sete Lagoas assenta-se sobre a Formação Jequitaí e é constituída por uma sucessão carbonática (calcilutitos, calcarenitos, dolomitos, estromatólitos, trombolitos, microbialitos e calcirruditos de cor escura - típico carbonato de capa), sendo comum as estruturas do tipo hummocky e nódulos de chert. Sua sedimentação deu-se após um evento glacial de ocorrência global, representado pelos diamictitos da Formação Jequitaí. A deposição das rochas carbonáticas da Formação Sete Lagoas ocorreu, para grande parte da sequência, em ambiente marinho raso, em resposta a uma transgressão que afogou a sequência de rochas de provável origem glacial.

### Formação Serra de Santa Helena

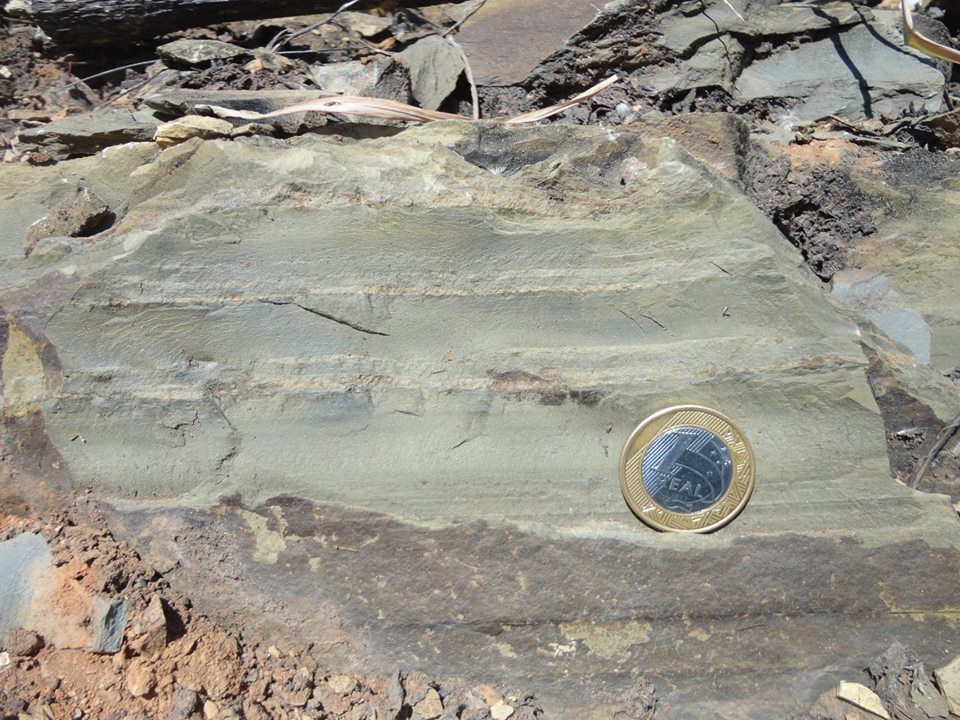
Afloramento de marga esverdeada, da Formação Serra de Santa Helena, mostrando estratificação gradacional ascendente (Localização: UTM 23K 587643m E 8023430m N)

A Formação Serra de Santa Helena constitui uma sucessão sedimentar predominantemente pelítica, composta de siltitos, folhelhos, argilitos e margas de cores esverdeadas. Apresenta ainda intercalações de calcários cinza escuro. Está sobreposta à Formação Sete Lagoas através de contato concordante e gradativo, representado pelo aumento gradual do conteúdo de pelitos nos carbonatos de topo da Formação Sete Lagoas gradando para margas cinza-esverdeadas. O contato superior com a Formação Lagoa do Jacaré também é concordante e gradativo.

Esta unidade representa o afogamento gradual da plataforma carbonática da formação anterior e a deposição de uma sucessão em ambiente marinho plataformal, com profundidades variáveis, submetido, por vezes, à influência de ondas.

### Formação Lagoa do Jacaré
Formação Lagoa do Jacaré é composta por calcários pretos a cinza, localmente oolíticos e pisolíticos, brechas intraclásticas, margas e intercalações de siltitos e folhelhos de cor verde-amarelada. Tal formação sobrepõe-se à Formação Serra de Santa Helena em contato gradacional. O mesmo tipo de contato verifica-se também na sua passagem para a Formação Serra da Saudade. Tal formação sobrepõe-se à Formação Serra de Santa Helena e sotopõe-se à Formação Serra da Saudade. Em ambos os contatos, o tipo de contato é gradacional.

A sedimentação regressiva da Formação Lagoa do Jacaré sucedeu a formação anterior, constituindo nova fase de instalação de plataformas carbonáticas de alta energia, sujeita a constante retrabalhamento (brechas intraclásticas) e episódios de tempestades (hummocky), intercaladas com períodos de relativa calmaria. As gretas de ressecamento, observadas em vários locais, evidenciam a emersão de algumas partes da plataforma, provavelmente por curtos períodos de tempo.

### Formação Serra da Saudade
A Formação Serra da Saudade sobrepõe-se através de contato concordante gradacional à Formação Lagoa do Jacaré. Esta unidade representa um conjunto predominantemente terrígeno, constituído por siltitos e folhelhos de cor esverdeada. Sua deposição estaria relacionada a uma rápida transgressão marinha que modificou as condições responsáveis pela deposição da Formação Lagoa do Jacaré, evoluindo para um ambiente mais profundo e com ambiente de águas calmas, resultando nas finas laminações verificadas nos estratos. A deposição da formação ocorreu provavelmente em um contexto plataformal com influência de correntes de turbidez e episódios de tempestades.

### Formação Três Marias
A Formação Três Marias é representada por um conjunto de arcósios, arenitos e siltitos, de cores verde a cinza-esverdeado, contendo raras lentes de argilitos. A sedimentação desta unidade ocorreu após a deposição da Formação Serra da Saudade, a partir de uma significativa regressão, com predomínio de ambiente plataformal sob ação de ondas de tempestades a sudoeste (Chiavegatto, 1992; Uhlein et al., 2004), evoluindo para ambiente continental a transicional (flúvio-deltaico) para nordeste, como indicam as estratificações cruzadas, acanaladas e sigmoidais reconhecidas por Chiavegatto et al. (2003) e Iglesias & Uhlein (2008), nos arenitos e arcósios da Serra do Jaíba.

Grupo Bambuí
| Formação              | Litogias | Ambiente |
| --------------------- | --- | --- |
| Três Marias           | Arenitos, arcósios e siltitos | Ambiente fluvial. Ambiente marinho a sub litorâneo, alternante                                                                                           |
| Serra da Saudade      | Folhelhos, argilitos e siltitos com lentes de calcário | Ambiente marinho litorâneo, agitado, submetido a influência de ondas e correntes de maré; exposição subaérea temporária, frequente na zona de intermarés |
| Lagoa do Jacaré       | Calcários oolíticos e psolíticos, cinza escuros, siltitos e margas | Ambiente marinho litorâneo, agitado, submetido a influência das ondas e correntes de maré                                                                |
| Serra de Santa Helena | Folhelhos e siltitos cinza a cinza-esverdeados | Ambiente marinho sub litorâneo, abaixo do nível de base das ondas e correntes de maré, profundidade moderada                                             |
| Sete Lagoas           | Calcários dolomíticos e calcários microcristalinos finamente laminados, de cor cinza. Dolomitos bege laminados com intraclastos, oólitos e estromatólitos colunares            | Ambiente marinho sub litorâneo, abaixo do nível de base das ondas e correntes de maré, profundidade moderada                                             |
| Jequitaí              | Paraconglomerado e parabrechas com matriz argilosa esverdeada ou bege e seixos de quartzitos, calcários, dolomitos, cherts, gnaisses, micaxistos, granitos e rochas vulcânicas | Ambiente glacial |

Como mencionado anteriormente, há autores que consideram o Grupo Bambuí um conjunto de bacias e incluem nele estas outras formações:

### Formação Carrancas
A Formação Carrancas é composta por conglomerados, siltitos, ritmitos e raros dolomitos. Esta formação foi inicialmente definida por Costa & Branco, em 1961, como um membro dentro da Formação Sete Lagoas, devido ao seu caráter descontínuo. Posteriormente, revista por outros autores ao longo dos últimos anos, foi elevada à hierarquia de Formação Carrancas e posicionada na base do Grupo Bambuí meridional, uma vez que os trabalhos de mapeamento e estudos estratigráficos foram intensificados (e.g. Vieira et al., 2007a; Romano, 2007; Ribeiro et al., 2008; Tuller et al., 2008; Tuller et al., 2010).  Vieira et al. (2007a) descreve uma sedimentação, para a Formação Carrancas, de canais fluviais incisos no embasamento, afirmando que a unidade compreende ciclos granodecrescentes ascendentes possivelmente de origem aluvial costeira, sem existência de evidências claras de influência glacial nestes depósitos. Como contraponto, Uhlein et al., (2016) consideram a influência glacial nesta formação ausente ou equívoca. Uhlein et al., (2016) interpretam que a Formação Carrancas é uma unidade portadora de conglomerados preservada na base do Grupo Bambuí, um equivalente lateral dos carbonatos de capa, e que foi formado pela deposição de detritos de carbonatos de capa durante um evento de transgressão marinha pós-glacial. 

### Formação Samburá
A Formação Samburá é composta por uma associação de arenitos arcosianos, pelitos, ortoconglomerados e paraconglomerados, compostos de clastos predominantemente seixosos de quartzo, quartzitos, granitóides, carbonatos e xistos verdes, paraderivados e ortoderivados, dispersos em matriz areno-siltosa. A sedimentação é do tipo debris-flow, dominada por fluxos gravitacionais e sem influência glacial, com proveniência do soerguimento da Faixa Brasília a oeste.

### Formação Lagoa Formosa
A Formação Lagoa Formosa foi apresentada e proposta como uma unidade pertencente ao Grupo Bambuí em 2010, no 45º Congresso Brasileiro de Geologia. Anteriormente, entretanto, existiam trabalhos anteriores feitos por outros pesquisadores que sugeriram que as associações litofaciológicas do Grupo Bambuí na região da cidade de Lagoa Formosa são distintas de outras partes Bacia do São Francisco. Ela é formada por seis litofácies distintas distribuídas em duas associações faciológicas: associação de diamictitos maciços e associação de arenitos, conglomerados, siltitos e carbonatos. Estas associações são representadas por litologias variadas que envolvem contextos diferenciados de deposição. Perfis estratigráficos regionais sugerem que a Formação Lagoa Formosa posiciona-se acima da Formação Serra de Santa Helena, sendo a primeira unidade uma variação lateral da segunda.

## Evolução da Bacia no contexto da deposição do Grupo  Bambuí
Durante o Neoproterozóico, o paleocontinente São Francisco-Congo passou por uma sequência de colisões responsáveis pela formação do Gondwana Ocidental. A colisão brasiliana por volta de 640 a 620 Ma foi responsável pelo desenvolvimento de uma bacia antepaís, onde se depositaram a maior parte dos sedimentos marinhos do Grupo Bambuí.

A sedimentação do Bambuí foi fortemente controlada pelas variações do nível do mar e pelo soerguimento da Faixa Brasília, sendo dividida em duas sucessões: uma sucessão marinha que se deu em um mar epicontinental, onde se depositaram sedimentos da Fm. Sete Lagoas, Serra de Santa Helena, Lagoa do Jacaré e Serra da Saudade; e por uma sucessão marinho-continental que depositou sedimentos da Fm. Três Marias.

### Idade do início da sedimentação do Grupo Bambuí
Nos últimos anos houve muita discussão em relação a idade do evento glacial que precedeu a deposição do Grupo Bambuí, por sua datação por isótopos ter levado a duas eras glaciais importantes: Glaciação Sturtiana , em 740 Ma (Babinski et al., 2007) e Glaciação Marinoana , em 630 Ma (Caxito et al., 2012). Mas sabe-se que o fim dessa glaciação é marcado pelo início da sedimentação dos carbonatos de capa e pseudomorfos de aragonita, típico de deposição pós-glacial, na base da Fm. Sete Lagoas. Nessa mesma formação é encontrado o índex fóssil Cloudina sp (um dos primeiros metazoários com carapaça) que marcam uma idade entre 549 – 541 Ma, sendo essa idade dada pelos fósseis guias, um marco exato para um período que estariam sendo depositados os carbonatos basais do Grupo Bambuí.

### Sedimentologia
A sedimentação do Bambuí dependeu de muitos fatores, mas principalmente da interação dinâmica entre a tectônica, a eustasia, o clima, a produção de carbonato, e o suplemento de sedimentos na bacia. Dados sísmicos revelam que ela começou na porção sul do Cráton São Francisco, em calhas desenvolvidas pela reativação de estruturas do embasamento, associado a elevação do Alto de Sete Lagoas. É observado que a deposição das porções média e inferior do Bambuí ocorreu de forma simultânea ao desenvolvimento destas calhas na bacia.

A força tectônica principal que promoveu a subsidência da Bacia do Bambuí foi a sobrecarga promovida pelo desenvolvimento do cinturão Brasília, característica que designa a Bacia do Bambuí como uma bacia antepaís. Por essa sobrecarga ter ocorrido na porção oeste da bacia, esta porção é mais espessa, enquanto a porção leste é menos espessa. Além disso, como a porção oeste é mais próxima ao Orógeno Brasília, nela se depositaram  sedimentos de fan-deltas que correspondem às formações Samburá e Lagoa Formosa, e sucessões siliciclásticas distais. Já a porção leste foi preenchida por carbonatos de águas rasas e depósitos siliciclásticos plataformais em um arranjo cíclico. Esse arranjo cíclico é devido principalmente a variação da eustática da bacia.

A Formação Sete Lagoas foi depositada logo após uma transgressão marinha que inundou a bacia ante-país, sendo seguida pela deposição da Formação Serra de Santa Helena que representa um aprofundamento gradual da plataforma carbonática. Por isso, depositaram-se, predominantemente, pelitos por decantação. Após essa fase do aprofundamento do mar, começou uma nova fase oposta, de descida do nível do mar, quando depositaram-se carbonatos da Formação Lagoa do Jacaré. Essa nova fase de sedimentação ocorreu em uma plataforma carbonática de alta energia, sujeita a episódios de tempestade, intercalados com períodos de relativa calmaria. Já a Formação Serra da Saudade foi depositada em outra fase de aprofundamento do mar, depositando novamente pelitos na bacia.

Já a sucessão marinho-continental, Formação Três Marias, é caracterizada por um aumento no aporte sedimentar, depositando arenitos imaturos, e siltitos de ambiente marinho a transicional, o que caracteriza um evento regressivo no preenchimento da bacia. Essa fase regressiva marca o completo fechamento do Cráton São Francisco pelos Orógenos Araçuaí-Oeste Congo, Brasília e Rio Preto, e corresponde a primeira contribuição da Faixa Araçuaí na sedimentação da Bacia do São Francisco.

### Metamorfismo e Estrutural
O Grupo Bambuí encontra-se sobre o Cráton São Francisco. Nas bordas do Cráton São Francisco, tal unidade apresenta-se muito deformada; as frentes de deformação chegam a quase se tocar na região central da bacia, próximo à cidade de Três Marias. Sob à luz do conceito usado por Almeida (1977) para definir o Cráton São Francisco, cráton envolve áreas cujo embasamento não foi deformado por um determinado evento, sendo que as coberturas podem apresentar deformação, mas do tipo thin skin (ou seja, a deformação não chega no embasamento, a cobertura é descolada sobre ele).

## Geocronologia
A idade do Grupo Bambuí, embora ainda sujeita a controvérsias, é unanimemente admitida como Proterozóico Superior. As datações pelos métodos radiométricos K/Ar, Rb/Sr e Pb/Pb forneceram idades em torno de 650 e 600 Ma para os sedimentos do Grupo Bambuí (Amaral e Kawashita, 1967; Amaral, 1966, 1968; Bonhomme, 1976). O último valor corresponde, segundo Valeriano (1992), à idade de metamorfismo que afetou os sedimentos Bambuí durante a deformação da Faixa Brasília.

Por outro lado, idades compreendidas entre 600 e 800 Ma foram inferidas, segundo Bertrand-Sarfati (In: Dardenne, 1979), pelos dados fornecidos através dos estromatólitos colunares da região de Sete Lagoas, a partir da identificação de Gymnosolenides (Marchese, 1974; Dardenne, 1979) e de Linela avis (Walter, 1972 In: Dardenne, 1979). A datação por estromatólitos tem validade somente quando a classificação dessas estruturas é feita em nível de forma (correspondente de espécie na taxonomia de estromatólitos). Couto e Bez (1981), obtiveram através de determinações isotópicas de Rb/Sr, em fácies representativas do Grupo Bambuí em Minas Gerais, uma seqüência de idades de 640 ± 15, 620 ± 40, 590 ± 40 Ma; valores esses interpretados como correspondentes a três eventos deposicionais do referido grupo.

Kawashita et al. (1987) encontraram uma idade próxima de 700 Ma para o "Mar Bambuí". Tais estudos foram baseados na razão de 87Sr/86Sr, obtida em carbonatos de cálcio de 14 testemunhos de rochas do Grupo Bambuí.

Chang et al. (1993) analisando rochas carbonáticas do Grupo Bambuí através de estudos micro-paleontológicos e isotópicos, posicionaram a idade do Grupo Bambuí como melhor situada em torno de 600 Ma (Vendiano).

Babinski (1993), com base em amostras de rochas pertencentes à Fm. Sete Lagoas, sem evidências de deformação mesoscópica, forneceram isócrona Pb/Pb, com idade de 686 ± 69 Ma, considerada como representando a idade mínima de deposição dos carbonatos. Posteriormente Babinski e Kaufman (2003) dataram os carbonatos da Fm. Sete Lagoas pelo método Pb/Pb e encontraram uma isócrona de 740±22 Ma.

Mais recentemente, Nobre-Lopes (2002) utilizando razões 87Sr/86Sr em calcários das unidades basais aflorantes na região de Januária, MG, obteve idade de cerca de 600 Ma para a deposição dos carbonatos basais da Formação Sete Lagoas.

Com estudo realizado em zircões detríticos, Paula-Santos et al. (2015), Rodrigues (2008), Pimentel et al. (2011), Pimentel (2016) e Uhlein et al. (2017) sugerem também uma idade Ediacarana para o Grupo Bambuí, podendo da porção intermediária da Formação Sete Lagoas para cima ser mais jovem que 550 Ma. Estes dados são corroborados pelo conteúdo fossilífero com fragmentos de Cloudina, fóssil guia do Ediacarano em torno de 540 Ma (Warren et al., 2014).

Com base nas características litológicas e isotópicas do carbonato de capa da Formação Sete Lagoas, Caxito et al. (2012) e Alvarenga et al. (2014) sugerem uma idade de deposição no Ediacarano Inferior, corresponde à deposição do carbonato de capa Marinoano da glaciação do tipo Snowball Earth, em torno de 635 Ma.

Uma idade Pb/Pb obtida por Caxito et al. (2018) sugere deposição em torno de 608 Ma para carbonatos da Fm. Sete Lagoas próximos à Correntina, Bahia.

Sendo assim, as diversas informações indicam que o Grupo Bambuí foi depositado principalmente no Ediacarano, entre 630 e 540 Ma atrás. Porém cabe destacar que diferentes métodos de datação levam a diferentes resultados, o que pode justificar a divergência nas idades encontradas por diferentes autores.

## Paleontologia
O Grupo Bambuí é um importante registro da fauna neoproterozóica, quando as formas de vida passam a ser eucariontes pluricelulares. O grupo apresenta um grande potencial fossilífero uma vez que a biosfera passou por grandes mudanças nesse período, como diversificação de plânctons, o surgimento dos metazoários, inovações nas relações ecológicas.

Atualmente, o registro paleontológico do Grupo Bambuí, sobretudo em sua porção basal, a Formação Sete Lagoas, inclui diversos microbialitos (Sanchez, 2014), microfósseis procarióticos silicificados (Fairchild et al., 1996), alguns acritarcos (Hidalgo, 2007), os metazoários Cloudina sp. e Corumbella sp. associados a icnofósseis (Warren et al., 2014) e algumas estruturas enigmáticas, descritas há décadas, e cuja biogenicidade permanece incerta (Sommer, 1970, 1971, 1981, 1982).

Há autores que considerem o registro fossilífero do esparso e pouco significativo por ser majoritariamente composto por cianobactérias (gênero Bambuilithos) e bactérias que produzem esteiras, fósseis sem aplicação bioestratigráfica, mesmo com a existência de trabalhos que fazem referências à preservação de acritarcos e outras formas incertae sedis típicas do início do Ediacarano (Hidalgo, 2007) e à ocorrência do gênero Cloudina, um fóssil-índice para o fim do Neoproterozóico, ao norte de Minas Gerais (Warren et al., 2014).

## Recursos naturais

### Água subterrânea

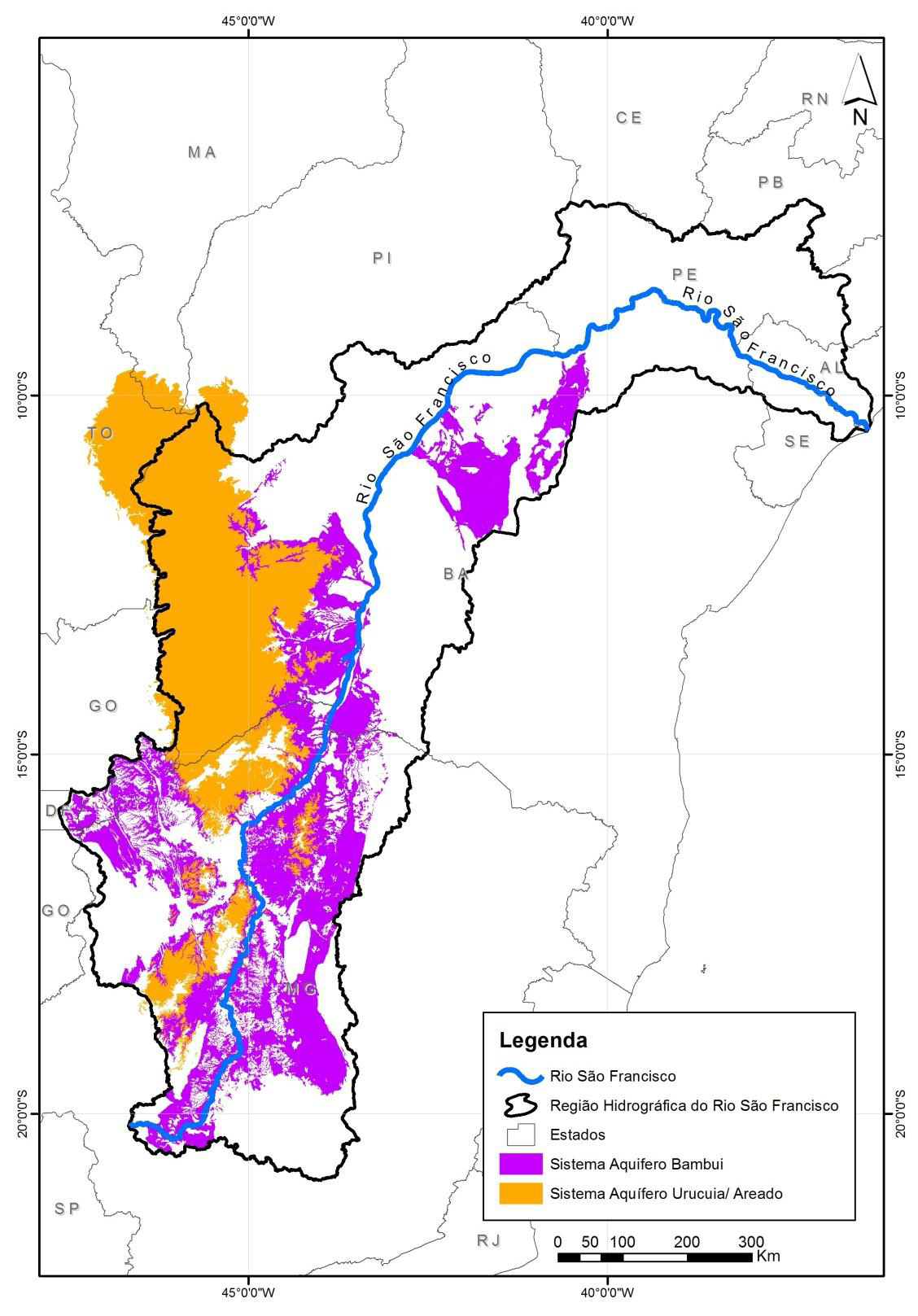
Localização do Aquífero Bambuí no interior da Bacia Hidrográfica do Rio São Francisco (retirado de Gaspar (2013))

Segundo Agência Nacional de Águas, o Grupo Bambuí abriga o Sistema Aquífero Bambuí Cárstico que abrange uma área de aproximadamente 111 km² nos estados de Minas Gerais e Bahia. Neste sistema, a Formação Sete Lagoas é a unidade geológica que hospeda o aquífero.

### Recursos energéticos

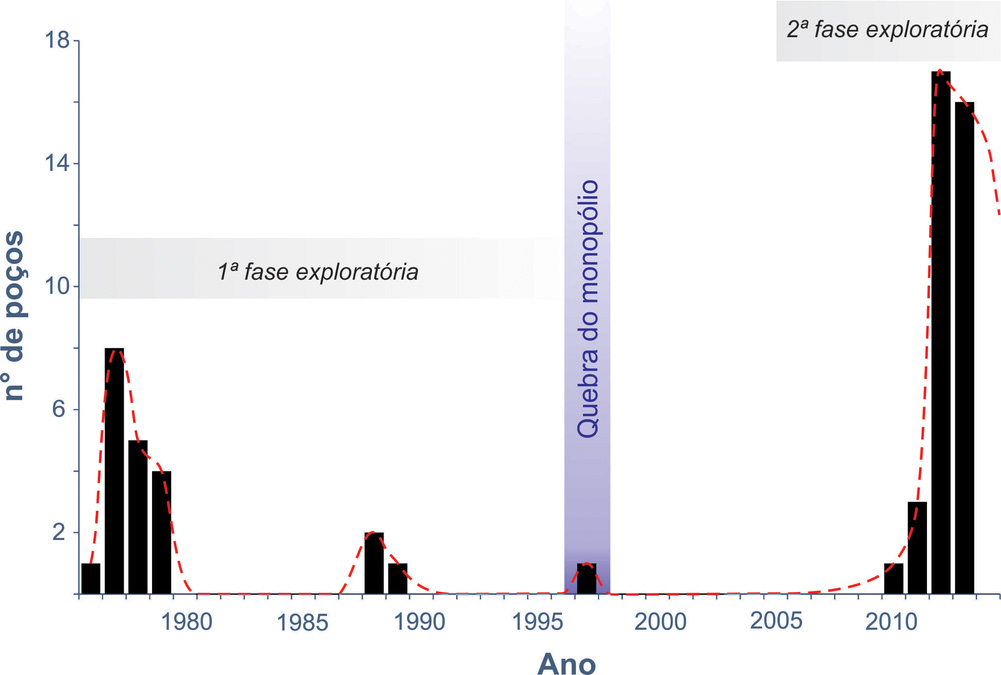
Gráfico mostrando o número de poços perfurados na Bacia do São Francisco ao longo das últimas décadas, distinguindo as duas fases exploratórias principais, uma entre 1960 e 1990, e outra iniciada no ano 2005

A Bacia do São Francisco, que abriga o Grupo Bambuí, contém os mais importantes registros sedimentares pré-cambrianos preservados na Região Sudeste e vem sendo foco da exploração de hidrocarbonetos gasosos desde os anos 60. Juntamente com os levantamentos geológicos e geofísicos realizados ao longo das últimas décadas, estas campanhas permitiram consideráveis avanços no entendimento de sua evolução geológica e, sobretudo, das ocorrências de hidrocarbonetos documentadas desde o século XVIII.

A pesquisa de hidrocarbonetos na Bacia do São Francisco pode ser subdividida em duas fases principais, uma que abrange principalmente as décadas de 60, 70 e 80 e outra iniciada em 2005 e ainda ativa. Durante a primeira fase de exploração, a bacia foi alvo da perfuração de 22 poços profundos, da aquisição de 2826 km de sísmica 2D, do levantamento de mais de 300.000 km² de dados aerogeofísicos e levantamentos geológicos de superfície nas escalas 1:250.000 e 1:100.000 (Fugita & Clark F, 2001). Em conjunto, a aquisição dos dados foi conduzida tanto pela CPRM (e.g. Brandalise et al., 1980) e CODEMIG (antiga METAMIG), quanto pela Petrobrás (e.g., Martins et al. 1993). Ao longo deste período e imediatamente após estas atividades, foram publicados importantes trabalhos, incluindo Costa & Branco (1961), Braun (1968), Almeida (1977), Dardenne (1978, 1981), Alkmim et al. (1993), Santos et al. (2000), Pinto & Martins-Neto (2001), Zalán & Romeiro-Silva (2007), Martins & Lemos (2007), entre outros.

Na segunda etapa de exploração, após a quebra do monopólio do petróleo no Brasil, a bacia tornou-se alvo de novas campanhas que culminaram no levantamento de mais de 21.000 km de sísmica 2D, perfuração de 37 poços profundos e novos levantamentos aerogeofísicos. Nesta etapa, a porção mineira da bacia foi integralmente coberta por levantamentos aeromagnéticos e aerogamaespectrométricos contratados pela CODEMIG e pelo mapeamento geológico na escala 1:100.000, conduzido, sobretudo, através de contratos de mapeamento UFMG-CODEMIG-CPRM (e.g. Pedrosa-Soares et al., 2011a) e pelo Serviço Geológico Brasileiro-CPRM. Desde o início desta fase, a bacia vem sendo alvo de inúmeros estudos baseados em dados de superfície e subsuperfície, geoquímicos, geocronológicos e paleontológicos (e.g. Lima, 2011; Alvarenga et al., 2012; Kuchenbecker, 2014; Sanchez, 2015; Paula-Santos et al., 2015; Reis et al., 2017a; Uhlein et al., 2017).

Atualmente, áreas de exploração concedidas pela ANP na Bacia do São Francisco encontram-se sob a operação das empresas Petra Energia S.A., Cemes Petróleo S.A. (consórcios Cemes-CODEMIG-CEMIG e Cemes-CODEMIG), Imetame Energia Ltda. (Consórcio Imetame-CODEMIG-CEMIG) e Cisco Oil and Gas. Shell e Petrobrás devolveram seus ativos após cumprir os compromissos iniciais. Após dezenas de descobertas notificadas de gás natural, muitos dos contratos de concessão ativos na bacia avançaram para a fase de avaliação. Entretanto, os mesmos foram recentemente suspensos por questões regulatórias e de legislação ambiental.

### Recursos minerais
- Fosfatos:' estão na região entre Campos Belos (GO) e Arraias (TO), próximo à Faixa Brasília. Situados na Formação Sete Lagoas e apesar do volume reduzido, os depósitos São Bento, Coité 1 e Coité 2 possuem um teor elevado, em torno de 24% P2O5 atingindo até 34%. As rochas fonte são fosforitos, siltitos fosfatados e lateritas fosfáticas.[24]
- Calcário (para cimento e calagem): há diversas minas e de todos os portes pelo Grupo Bambuí. A maior delas está nas proximidades de Curvelo, na Formação Lagoa do Jacaré, onde se extrai com uso de explosivos para a produção de brita.[25]
- Metassiltito foliado (ardósia): na região ao sul de Curvelo são extraídos metassiltitos da Formação Serra de Santa Helena que são vendidos como ardósia.[25]

## Sítios geoturísticos

### Sítios espeleológicos
O Carste de Lagoa Santa encontra-se na Formação Sete Lagoas e abriga em seus calcarenitos cavernas dissolutivas, estruturas exocársticas como poliés, dolinas, uvalas, verrugas e endocársticas, como condutos estruturalmente controlados. A este ambiente estão associados sítios paleontológicos de grande valor, com componentes da megafauna pleistocênica extinta e vestígios muito importantes da ocupação humana pré-histórica no Brasil, entre os quais, ossos de cerca de 12 mil anos descritos pelo naturalista dinamarquês Peter Lund como o “Homem de Lagoa Santa”.

As Cavernas do Vale do Rio Peruaçu constituem um fluviocarste estruturalmente controlado (falhas a NNE e SSW) com feições gigantes, registros paleoambientais e fósseis do quaternário. Além de reservas minerais de chumbo e zinco, o parque conta com diversos sítios arqueológicos com pinturas rupestres de animais e outras atividades humanas.

### Sítios paleoambientais
No Sítio Inhaúma, podem ser observadas camadas aragoníticas do Pré-Cambriano, o que revela o ambiente naquela época. A aragonita cresceu na interface sedimento-água formando buquês e os estromatólitos se instalaram sobre ela, mostrando um ambiente de mar raso, numa região quente. O Sítio na Pedreira Sambra foi classificado pela beleza e raridade, no entanto não está preservado e se encontra em propriedade particular.